# رباط مقوس وحشي
الرِباط المُقوس الوَحشي (بالإنجليزية: Lateral arcuate ligament)‏ أَو القَوس الضَلعي القُطني الوَحشي أَو الرِباط المُقوس الظاهِرأو الرِباط المُقوس الجانبي، هوَ رِباط أَسفل الحِجاب الحاجز يُشكِل قوساً فَوقَ الجُزء العلوي للعضلة المُربعة القُطنية. يتم اختراق هذا الرِباط بواسطة العَصب وَالوَريد وَالشَريان تحت الضِلعي.

## التَركيب
يَتواجد الرِباط المُقوس الوَحشي بينَ الجُزء الأمامي للناتئ المُستعرض الخاص بالفِقرة القُطنية الأولى، وَيرتبط بشكل جانبي بِالهامش السُفلي وَبطرف الضَلع الثاني عَشر، وهوَ يُشكل قَوساً فوقَ العَضلة المُربعة القُطنية.

### الاختلافات
على الرَغم من وَصف مُعظم كُتب التَشريح للرباط المُقوس الوَحشي على أنهُ يَرتبط بالفقرة القُطنية الأولى، إلا أنهُ تم العُثور على بعض الحالات التي يَرتبط فيها أيضاً بالفَقرة القُطنية الثانية والثالثة.

## التاريخ
وصفت الأربطة المُقوسة الوَحشية في بداية عام 177 ميلادي بِواسطة الطبيب اليوناني جالينوس، حيثُ وَصفها أثناء مُحاضرات تَشريحية خاصة بِه أُجريت في روما، والتي جَمعها في كتابه (De Anatomicis Administrationibus).

## المَراجع
هذه المقالة تعتمد على مواد ومعلومات ذات ملكية عامة، من الصفحة رقم 405  الطبعة العشرين لكتاب تشريح جرايز لعام 1918.

1. ↑  نموذج تأسيسي في التشريح، QID:Q1406710
2. ↑  Deviri E، Nathan H، Luchansky E (1988). "Medial and lateral arcuate ligaments of the diaphragm: attachment to the transverse process". Anat Anz. ج. 166 ع. 1–5: 63–7. PMID:3189849.
3. ↑  Galen, Singer C (Trans.) "Galen on anatomical procedures: de Anatomicis administrationibus", Oxford University Press, 1956, p143. نسخة محفوظة 01 أبريل 2016 على موقع واي باك مشين.
4. ↑  Derenne JP، Debru A، Grassino AE، Whitelaw WA (1995). "History of diaphragm physiology: the achievements of Galen". Eur. Respir. J. ج. 8 ع. 1: 154–60. DOI:10.1183/09031936.95.08010154. PMID:7744182.